# Musée des vestiges de guerre
Le musée des vestiges de guerre ou musée des souvenirs de guerre (en vietnamien : Bảo tàng chứng tích chiến tranh) est un musée de la guerre situé à Hô Chi Minh-Ville au Viêt Nam.
Il permet de visiter des expositions relatives à la guerre d'Indochine et à la guerre du Viêt Nam.

## Galerie

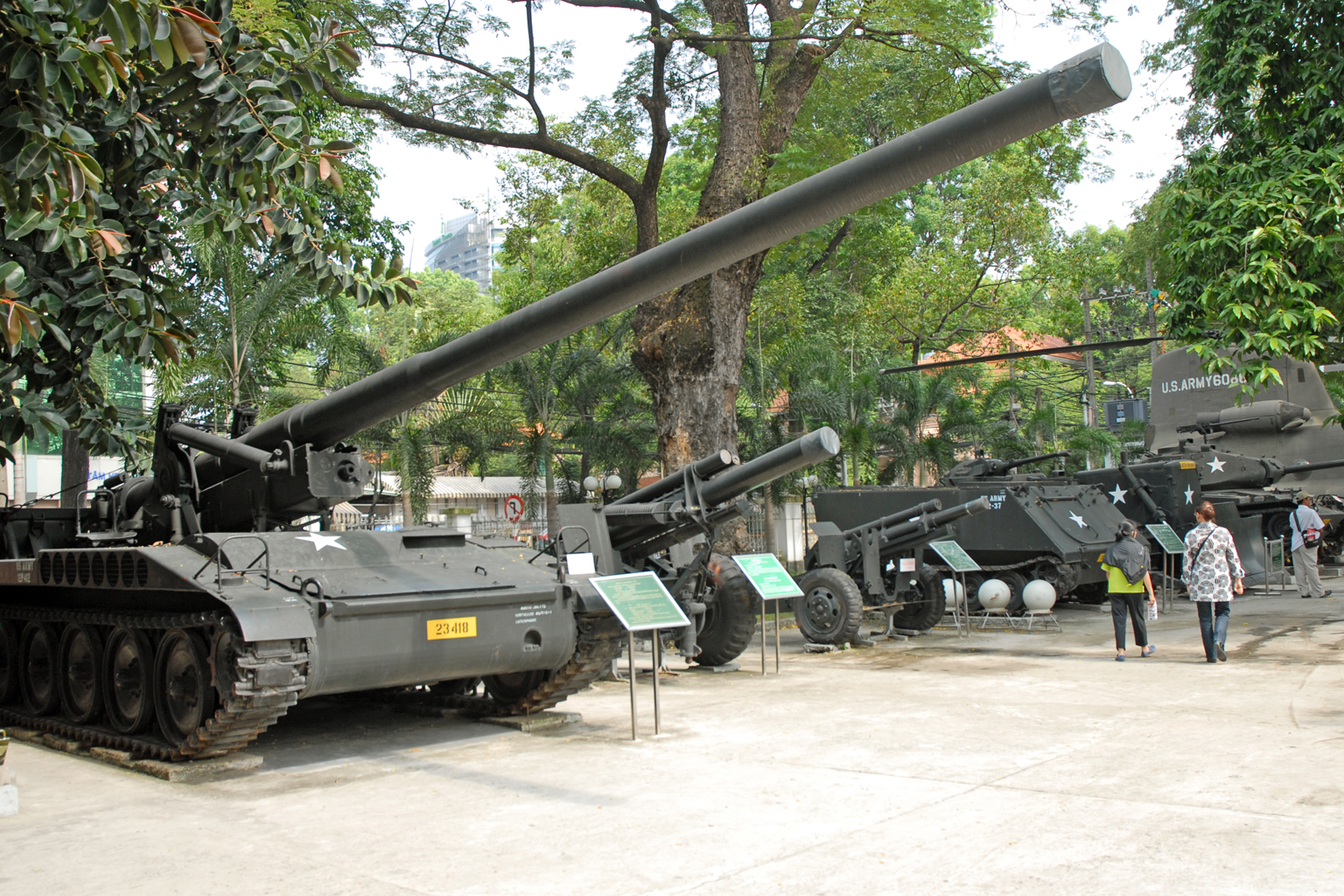
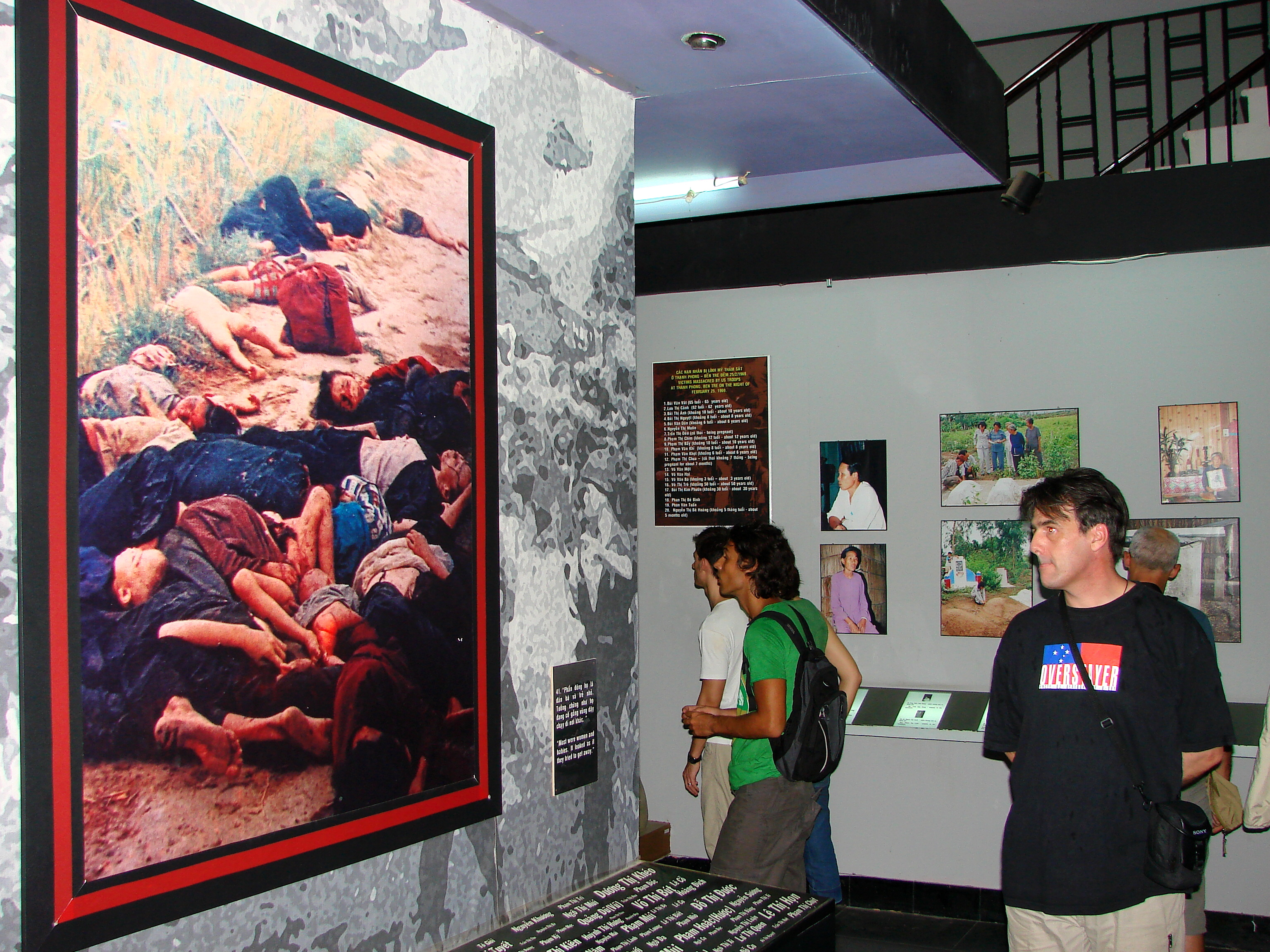